# 손종호
손종호(1952년~ )는 LS전선 대표이사 사장을 지낸 대한민국의 기업인이다. 

## 학력
- 부산고등학교 졸업
- 서울대학교 언어학과 졸업
- 캐나다 맥길대학교 대학원 경영학 석사

## 경력
- 1976.11 금성전선(現 LS전선) 입사
- 2000.1 LG전선 전략기획부문 부문장
- LG전선 전선사업본부 본부장(상무)
- 2005.1 LS전선 전무 / 진로산업(現 JS전선)사장
- 2007.1 LS전선 기계사업본부 본부장(부사장)
- 2008.7 LS전선 대표이사 COO
- 2010.1 LS전선 대표이사 CEO(사장)

## 참고 자료
- 손종호 CEO News 인물검색 보관됨 2021-04-19 - 웨이백 머신